# تول بيتسي

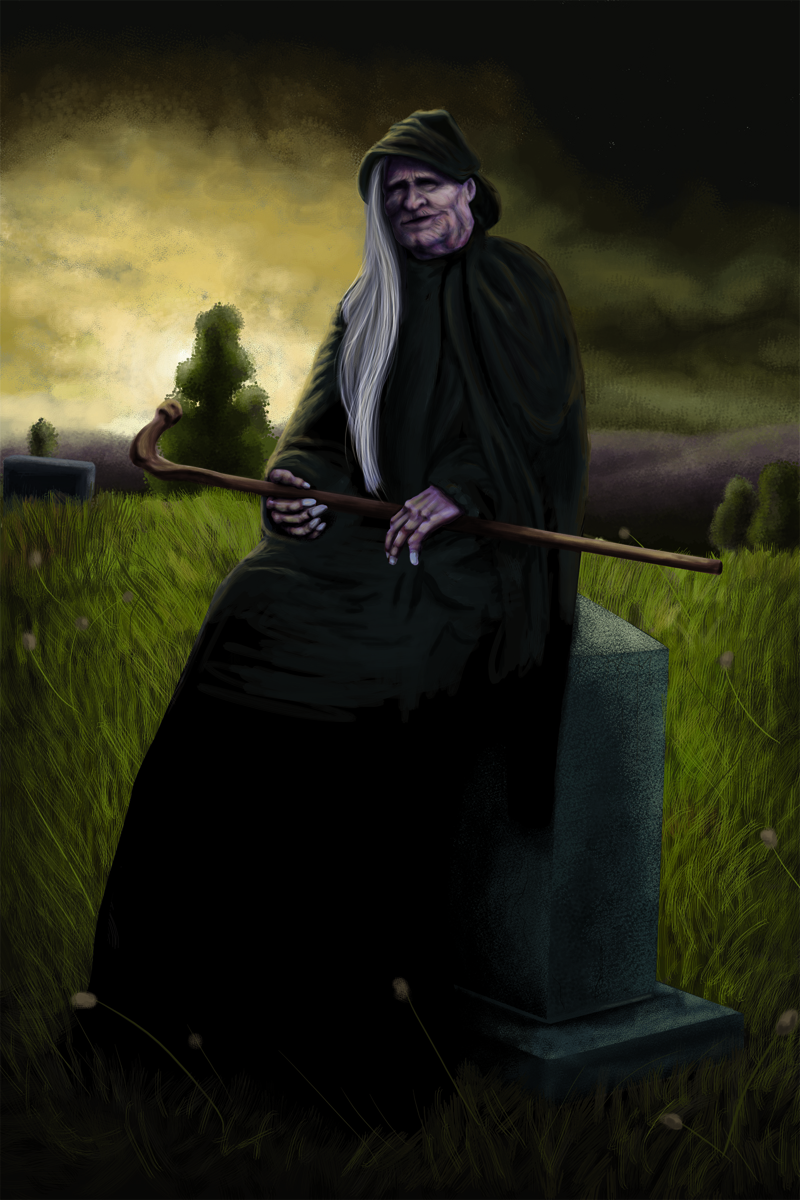
لوحة لتول بيتسي في مقبرة فورت هيل

يعد تول بيتسي رمزًا ثقافيًا للهالوين ظهر في مقاطعة برادلي، في تينيسي، بالولايات المتحدة الأمريكية. وقد تم الإعلان عن اختيار تول بيتسي، والذي يعد من بنات أفكار آلان جونز، ليكون «عفريت الهالوين الرسمي» لمقاطعة برادلي في عام 1989.

## الأصول
قام آلان جونز، وهو رجل أعمال وفاعل خير من كليفلاند، بتينيسي، والمشهور بأنه مؤسس مقرض يوم الدفع القومي Check Into Cash، بابتكار شخصية تول بيتسي في عام 1980.
وقد جعل جونز الشخصية تعتمد على القصص التي تم إخبار أمه بها، وهي فيرجينيا سلوتر جونز، من خلال أمها، ماري شولتز سلوتر. وقد كان يتم إخبار فيرجينيا وغيرها من أطفال كليفلاند الذين كانت تتم تربيتهم في فترة الثلاثينيات من القرن العشرين من خلال أولياء أمورهم أنهم إذا لم يتمكنوا من العودة إلى المنزل قبل حلول الظلام، فإن تول بيتسي يمكن أن يعترض طريقهم، وفي بعض الأحيان كان يطلق عليه اسم بيتسي الأسود أو ببساطة «السيدة ذات الرداء الأسود».
وآخر مرة ظهر فيها تول بيتسي كانت في عام 1998 بعدما جذب انتباه جمهور مكون من 25 ألفًا في يوم الهالوين، رغم أنه لم يتم إعطاء أي تفسير لاختفاء هذا العفريت.
وفي وقت لاحق، أخبر جونز أحد المحررين أنه رغم أن العفريت قد اختفى، إلا أن روحه مضمنة في قلوب وعقول سكان كليفلاند الذين تمكنوا من رؤية تول بيتسي على مدار 18 عامًا من 1980 وحتى 1998.
وقد تم إهداء حفل التجمع لعام 2005 لشخصية تول بيتسي في عيدها الخامس والعشرين. وقد جذب حفل التجمع أكبر عدد في تاريخ الحدث. وقد قام جونز بترتيب احتفالات قومية مثل فريق "Leave It To Beaver" وليتل ريتشارد للترفيه على الحضور الذين يتجاوز عددهم 30 ألفًا.

## الاعتراف بالشخصية
في الرابع والعشرين من مايو عام 1989، أعلن المجلس التشريعي في تينيسي عن اختيار شخصية تول بيتسي لتكون «عفريت الهاولين الرسمي في مقاطعة برادلي».
وفي عام 2011، تم عمل فيلم وثائقي عن تول بيتسي على يد زاك آدامز. وقد قامت بقراءة هذا الفيلم لين هوفمان، التي كانت تستضيف "Private Sessions" الشهيرة في A&E.